# デービス・マーティン
デービス・アラン・マーティン（Davis Alan Martin、1997年1月4日 - ）は、アメリカ合衆国・テキサス州アビリーン出身のプロ野球選手（投手）。右投左打。MLBのシカゴ・ホワイトソックス所属。

## 経歴

### シカゴ・ホワイトソックス
2018年のMLBドラフト14巡目（全体408位）でシカゴ・ホワイトソックスから指名され、プロ入り。契約後、傘下のルーキー級アリゾナリーグ・ホワイトソックスでプロデビュー。
2019年はA級カナポリス・キャノンボーラーズでプレーし、27試合に先発登板して、156奪三振、9勝9敗、防御率5.04を記録した。
2020年はCOVID-19の影響でマイナーリーグの試合が開催されなかったため、公式戦の登板は無かった。
2021年はA+級ウィンストン＝セイラム・ダッシュとAA級バーミングハム・バロンズでプレーし、2チーム合計で23回先発登板して、98奪三振、防御率4.91を記録した。
2022年はAA級バーミンガムでスタートし、シーズン中にAAA級シャーロット・ナイツに昇格した。5月17日にメジャー契約を結んでアクティブ・ロースター入りすると、その日のカンザスシティ・ロイヤルズ戦で先発投手としてMLBデビューを果たした。
2023年はAAA級シャーロットで開幕を迎えた。シャーロットでは3試合の先発登板で、防御率2.81、20奪三振を記録した。5月17日、トミー・ジョン手術を受け、シーズン終了となることが発表された。
2024年7月27日に手術から復帰を果たした。2024年はメジャーで11試合に先発登板し、防御率4.32を記録した。